# Erik Midtgarden
Erik Midtgarden (Skien, 18 november 1987) is een Noors voetballer die als aanvaller speelt.
Midtgarden begon bij Odd Grenland en kwam via Pors Grenland, Notodden FK en Mjøndalen IF in 2011 weer terug bij Odds. In 2011 werd hij gecontracteerd door het Nederlandse Vitesse maar direct verhuurd aan Flora Tallinn uit Estland. Hierna werd zijn contract ontbonden en werd hij opgepikt door Lillestrøm SK wat hem aan Mjøndalen verhuurde. Na een periode bij Hønefoss BK ging hij in 2014 voor de derde maal voor Mjøndalen spelen. Midtgarden was Noors jeugdinternational.